# Eumillipes persephone
Espèce
Eumillipes persephone est une espèce de mille-pattes diplopodes de la famille des Siphonotidae (en). C'est le premier mille-pattes découvert à avoir plus de mille pattes,.

## Étymologie
Son nom générique, Eumillipes, signifie « vrai mille-pattes », en référence à sa possession de plus de 1 000 pattes ; son épithète spécifique, persephone, fait allusion à la déesse grecque du même nom qui était la reine des Enfers,.

## Description

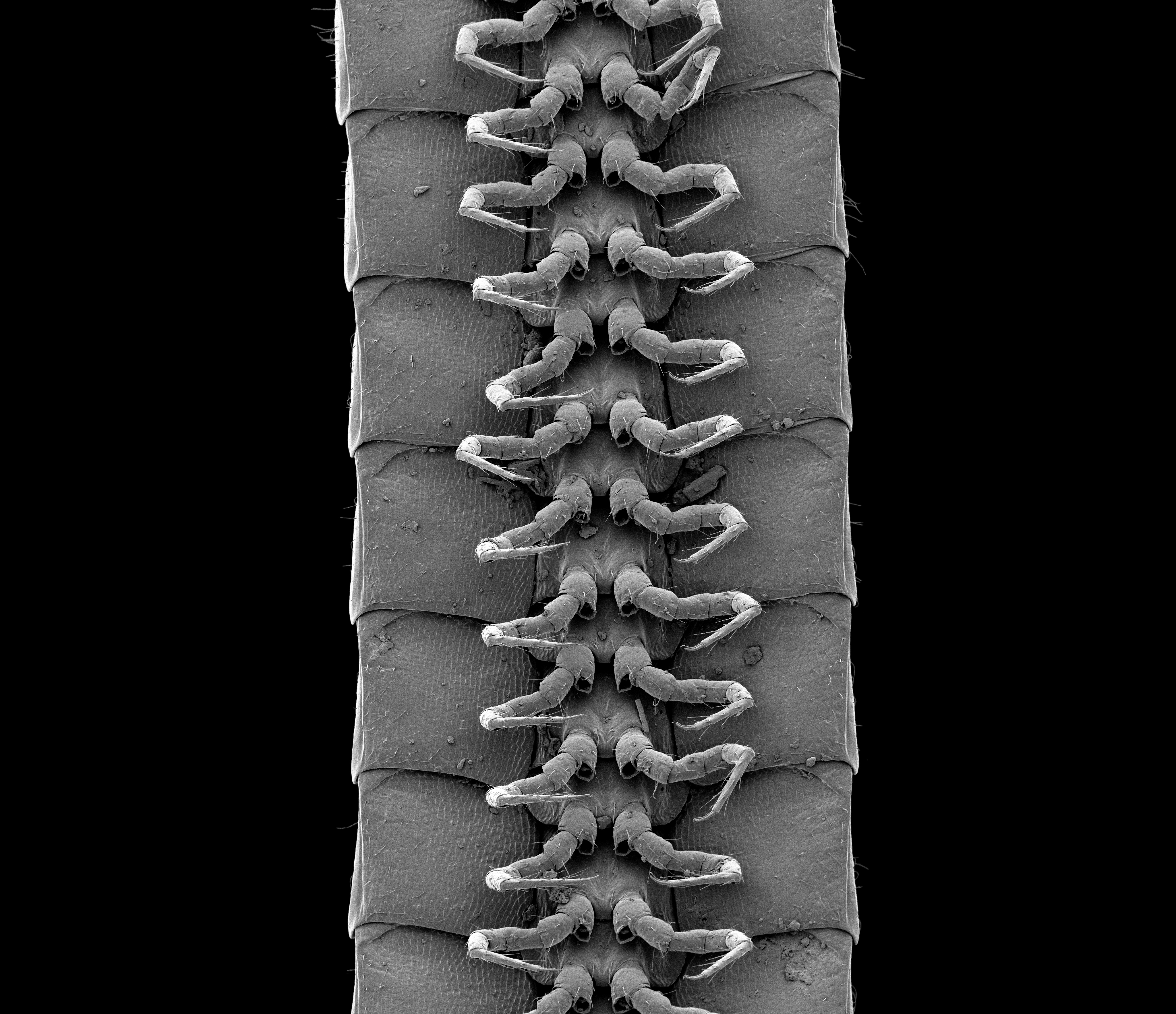
Vue ventrale des pattes d'un Eumillipes persephone.

Décrite en 2021, l'espèce a été découverte pour la première fois en 2020 vivant à des profondeurs comprises entre 15 et 60 mètres dans trois trous de forage de la région des Eastern Goldfields (en) (Australie-Occidentale).
Les individus atteignent 95 mm de longueur et 0,95 mm de largeur, ont entre 198 et 330 diplosegments et jusqu'à 1 306 pattes, ce qui en fait l'espèce avec le plus de pattes sur Terre et le premier mille-pattes découvert à en avoir plus de 1 000. Sa forme allongée, son grand nombre de pattes et son absence d'yeux résulte d'une convergence évolutive avec Illacme plenipes, une espèce lointainement apparentée, précédente détentrice du record de pattes avec jusqu'à 750 pattes,,.